# Postauftrag
Postaufträge verschiedener Art gibt es seit dem 19. Jahrhundert.

## Beschreibung
Seit dem 15. Oktober 1871 gab es bei der Reichspost und in Württemberg den Postmandatsdienst, Bayern folgte einen Monat später. Die Postaufträge zur Geldeinziehung, wie sie seit 1875 genannt wurden, waren vom Handel auf Grund der „Deutsche Wechselordnung“ von 1848 gefordert worden. Postaufträge dienten zur bankmäßigen Einziehung von Barbeträgen durch Dritte (die Post) und zur Vorzeigung von Wechseln (Schecken) zur Zahlung durch den Empfänger des Postauftrags und die Überweisung des eingezogenen Betrags, und gegebenenfalls zur Erhebung des Wechselprotestes. Solche Postprotestaufträge waren seit 1872 möglich.

Formular und Empfangsliste zu einem Postmandat von 1871

Postmandate waren mit dem Stempel Recommandiert zu versehen und durften nur dem Adressaten oder seinem Bevollmächtigten ausgehändigt werden, sie kosteten 5 Silbergroschen (18 Kreuzer). Der Postauftragsbrief war wie ein Einschreibbrief zu frankieren. Hinzu kam die Postanweisungsgebühr zur Überweisung des eingezogenen Betrags.  Als Höchstbetrag war, wie für Postanweisungen, 50 Taler (87½ Gulden) festgesetzt.
Mit der Umstellung auf die Markwährung zum 1. Januar 1875, stieg der Höchstbetrag für Postaufträge auf 600 Mark, der für Postanweisungen auf 300 Mark. Es waren ggf. zwei Postanweisungen auszufüllen. Die Gebühr für den Postauftrag betrug nun 30 Pfennig. 1888 wurde der Meistbetrag auf 800 Mark erhöht. 1923 blieb es beim Porto wie für einen Einschreibbrief, hinzu kam eine Vorzeigegebühr von 20 Pfennig und die Gebühr für die Postanweisung oder die Zahlkarte für die Überweisung des eingezogenen Betrages. Die Vorzeigegebühr wurde am 1. März 1946 auf 40 Pfennig verdoppelt und am 1. September 1948 auf 30 Pfg. ermäßigt.
Am 1. August 1876 wurde der Postauftrag zur Einholung von Annahmeerklärungen  (Wechselakzepten) eingeführt der bis zum 1. August 1941 bestand. Die Gebühr betrug a) für den Postauftragsbrief 30 Pfg., b) eine Vorzeigegebühr von 10 Pfg. (1923 - 20 Pfg.) und c) für die Rücksendungen die Gebühr für einen frankierten Einschreibbrief.
Noch kürzer gab es den Postauftrag zu Büchersendungen der nur zwischen dem 1. Januar 1882 und dem 1. Juni 1896 Bestand hatte. Eigentlich handelte es sich hier um eine andere Form der Nachnahme. Die Gebühr betrug a) die gewöhnliche Drucksachengebühr, b) eine Vorzeigegebühr von 10 Pfg. und c) die Postanweisungsgebühr.
Für Postprotestaufträge kamen, bei Nichteinlösung, 1908 a) eine Protestgebühr bis 500 Mark zu 1 Mark, darüber 50 Pfg. und b) für die Rücksendung des Wechsels mit der Protesturkunde 30 Pfg., im Ortsdienst 25 Pfg.   1925 betrug die Protestgebühr 1 Reichsmark sowie, für die Rücksendung, die Gebühr für einen freigemachten Einschreibbrief.   Seit dem 1. April 1936 waren die Protestgebühren gestaffelt (für 50 - 1, 100 - 1,50, 200 - 2, 300 - 2,50, 500 - 3 und bis 1.000 Mark 4 Mark). Das Zeugnis über die Protesterhebung kostete 2 Mark.
Seit dem 1. März 1963 richteten sich die Gebühr für Zeugnis und Protesterhebung nach dem „Gesetz über die Kosten in Angelegenheiten der freiwilligen Gerichtsbarkeit“ (Kostenordnung) vom 26. Juli 1957 (RGBl. S- 874). Die Kosten für die förmliche Zustellung und die Vorzeigegebühr stiegen kontinuierlich.

## Österreich

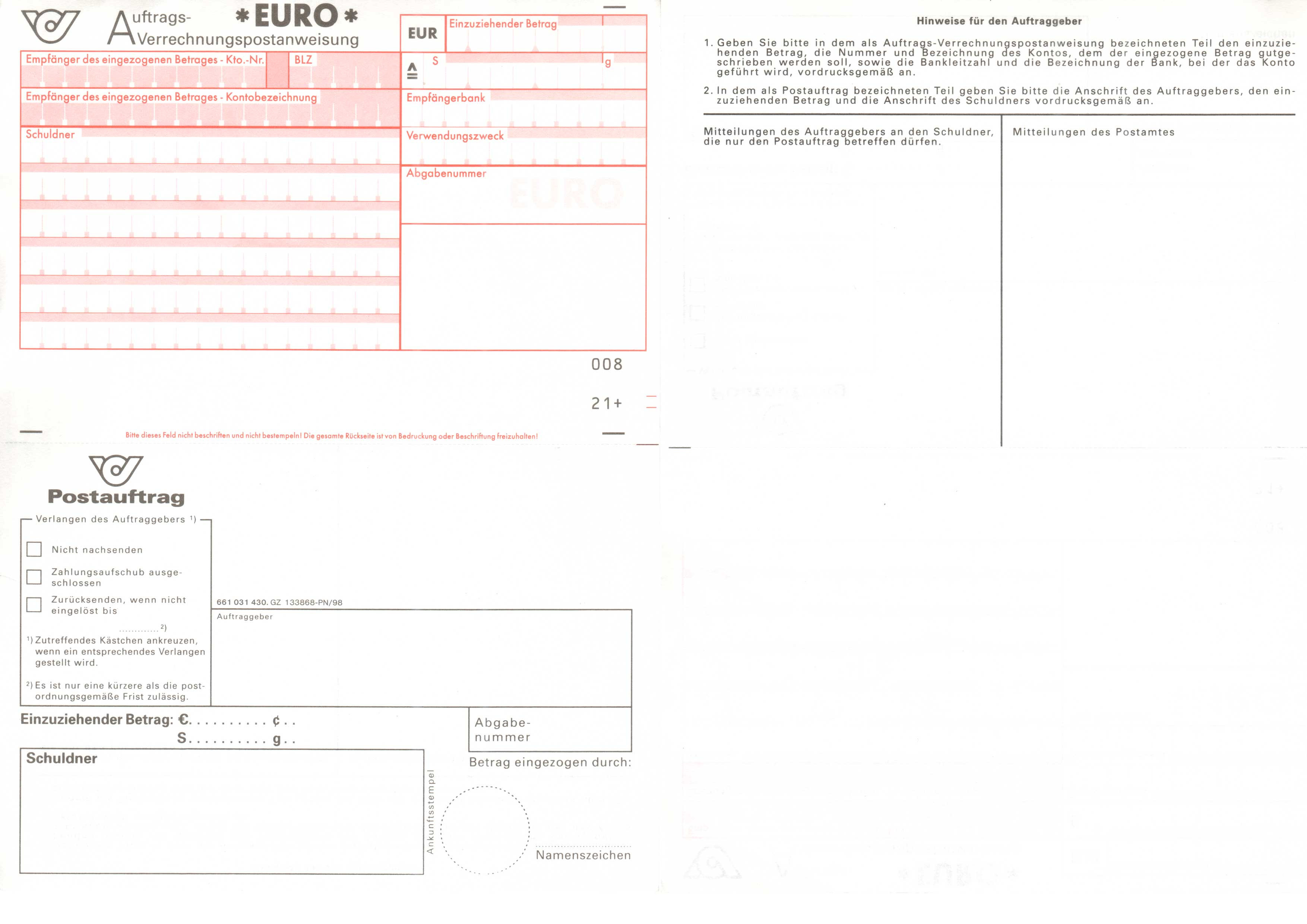
Formular eines Postauftrages

Es besteht die Möglichkeit, fällige Beträge mittels Postauftrag durch die Österreichische Post AG einziehen zu lassen. Die Post hebt für diese Möglichkeit der Mahnung ein Entgelt von € 4,50 (netto) ein. Bei Zahlung durch den Schuldner erhält der Gläubiger das Geld auf seinem Konto gutgeschrieben. Bei Nicht-Einlösung (Nicht-Zahlung, Annahmeverweigerung, Schuldner verzogen) oder im Falle der Benachrichtigung bei der nächstgelegenen Postfiliale, wenn der Postauftrag nicht behoben (bezahlt), wird erhält der Gläubiger den Postauftrag mit entsprechenden Vermerken zurück. Grundsätzlich werden zwei Einziehungsversuche gemacht.
Dieser Service wird auch von der Sozialversicherungsanstalt der gewerblichen Wirtschaft und der Finanzverwaltung sowie von Gemeinden Anspruch genommen, um säumige Beitragszahler bzw. Abgabenschuldner zu mahnen. Bei Nicht-Entrichtung folgt daraufhin ein Rückstandsausweis. Auch der KSV von 1870 nutzt den Postauftrag bei Inkassofällen. Tatsächlich ist der Postauftrag eine gute Methode, um beweissicherer als bei Briefen eine Fälligstellung zu erreichen.
Auf die Verwendung der Postaufträge kommen die Allgemeinen Geschäftsbedingungen für den Postauftragsdienst zur Anwendung, welche die Bestimmungen der aufgelassenen Postordnung ersetzen.

### Vorausverfügungen
Eine Besonderheit ist die Möglichkeit, Vorausverfügungen bestimmen zu können. „Nicht nachsenden“ bewirkt, falls der Schuldner verzogen ist, dass der Postauftrag nicht nachgesandt wird und der Gläubiger erhält den Postauftrag sofort zurück. „Zahlungsaufschub ausgeschlossen“ bedeutet, dass bei Antreffen der Schuldner sofort zahlen muss. Verweigert er dies, wird der Postauftrag sofort mit dem entsprechenden Vermerk retourniert. „Zurücksenden, wenn nicht eingelöst bis ...“ ermöglicht es den Gläubiger zu bestimmen, dass der Postauftrag bereits vor Ablauf der Lagerfrist zurückgesandt wird und es muss ein bestimmtes Datum (z. B. 12. September 2008) angegeben sein. Das Ende der „normalen“ Lagerfrist ist der dritte Montag, welcher auf die Benachrichtigung folgt.